# Алтарело
Алтарело је насеље у Италији у округу Катанија, региону Сицилија.
Према процени из 2011. у насељу је живело 554 становника. Насеље се налази на надморској висини од 81 м.